# 劉伯姬
劉伯姬（？年—？年），中國东汉時期皇族女性，南陽郡蔡陽（今湖北省棗陽市西南）人，為汉光武帝劉秀妹，父南頓君劉欽，母樊娴都。

## 家族
劉伯姬的母親樊嫻都共生育三男三女：長男劉縯，次男劉仲，三男劉秀（光武帝）；長女劉黃，次女劉元，三女劉伯姬。由於史書記載劉伯姬是劉秀的妹妹，因此劉伯姬在兄弟姊妹中是排行最幼者。

## 生平
劉伯姬主要事蹟不詳，史書只記載在劉秀登基後，於建武二年（26年），封妹妹劉伯姬為寧平長公主。漢光武帝將妹妹劉伯姬，嫁給更始西平王李通，劉伯姬婚後生一子李雄，封新市侯。

## 影視形象
| 年份 | 剧名             | 演員   |
| ---- | ---------------- | ------ |
| 2016 | 秀麗江山之長歌行 | 白卉子 |